# Lista țărilor producătoare de cicoare
Lista țărilor producătoare de cicoare clasifică țările lumii în funcție de producția de cicoare (în mii de tone), de productivitate (în kg/ha) și de suprafața cultivată (în mii de hectare) în anul 2023 și oferă date comparative pentru perioada 2013-2023. Datele provin din baza de date FAOSTAT a Organizației pentru Alimentație și Agricultură a Națiunilor Unite (Food and Agriculture Organization of the United Nations - FAO). 
Producția anuală de cicoare la nivel global în anul 2022 a fost de 32.575,97 tone, cu 0,98% mai mult decât în anul 2021, când s-a înregistrat o cantitate totală de 32.259,24 tone. Africa de Sud a fost cel mai mare producător la nivel mondial, producția sa reprezentând peste o treime (37,85%) din totalul producției globale. 
În 2023, producția globală a fost de 24.719,14 tone, cu 24,12% mai puțin decât în anul precedent. Cel mai mare producător la nivel mondial a fost Ucraina, producția sa reprezentând un sfert (25,08%) din totalul producției globale.
Suprafața ocupată la nivel global de culturile de cicoare în anul 2022 a fost de 3.262 hectare, cu 0,62% mai mult decât în anul 2021, când suprafața cultivată totală a fost de 3.242 hectare. Africa de Sud a fost lider mondial, suprafața sa cultivată, de 2.127 hectare, reprezentând aproape două treimi (65,21%) din totalul la nivel global.
În 2023, suprafața ocupată la nivel global a fost de 1.899 hectare, cu 41,78% mai puțin decât în anul precedent. Cea mai mare suprafață recoltată la nivel mondial a fost cea cultivată în Africa de Sud, reprezentând 40,44% din totalul global.

## Lista țărilor în funcție de producția de cicoare
| Țară                  | Producție anuală (mii de tone) | Producție anuală (mii de tone) | Producție anuală (mii de tone) | Producție anuală (mii de tone) | Producție anuală (mii de tone) | Producție anuală (mii de tone) | Producție anuală (mii de tone) | Producție anuală (mii de tone) | Producție anuală (mii de tone) | Producție anuală (mii de tone) | Producție anuală (mii de tone) | Medie 2014-2023 | Creștere 2014-2023 |
| Țară                  | 2023                           | 2022                           | 2021                           | 2020                           | 2019                           | 2018                           | 2017                           | 2016                           | 2015                           | 2014                           | 2013                           | Medie 2014-2023 | Creștere 2014-2023 |
|                       |                                |                                |                                |                                |                                |                                |                                |                                |                                |                                |                                |                 |                    |
| --------------------- | ------------------------------ | ------------------------------ | ------------------------------ | ------------------------------ | ------------------------------ | ------------------------------ | ------------------------------ | ------------------------------ | ------------------------------ | ------------------------------ | ------------------------------ | --------------- | ------------------ |
| GLOBAL                | 24,72                          | 32,58                          | 32,26                          | 30,83                          | 33,52                          | 33,30                          | 495,33                         | 463,24                         | 504,19                         | 496,36                         | 474,83                         | 260,54          | ▼ −95,02%          |
| Ucraina               | 6,20                           | 6,21                           | 6,25                           | 6,14                           | 6,26                           | 6,35                           | 5,80                           | 7,36                           | 5,88                           | 4,17                           | 2,41                           | 5,18            | ▲ 48,67%           |
| Filipine              | 5,02                           | 5,03                           | 5,02                           | 4,99                           | 5,08                           | 4,99                           | 4,91                           | 4,84                           | 4,74                           | 4,74                           | 4,60                           | 4,88            | ▲ 5,79%            |
| Africa de Sud         | 4,51                           | 12,33                          | 11,98                          | 10,72                          | 13,25                          | 13,15                          | 6,57                           | 8,50                           | 7,02                           | 4,99                           | 12,54                          | 4,75            | ▼ −9,55%           |
| Serbia                | 3,52                           | 3,52                           | 3,52                           | 3,52                           | 3,51                           | 3,51                           | 3,51                           | 3,51                           | 3,51                           | 3,50                           | 3,50                           | 3,51            | ▲ 0,60%            |
| Kazahstan             | 2,94                           | 2,95                           | 2,96                           | 2,92                           | 2,88                           | 2,87                           | 2,91                           | 2,94                           | 2,93                           | 3,00                           | 3,00                           | 2,97            | ▼ −1,84%           |
| Puerto Rico           | 1,96                           | 1,97                           | 1,95                           | 1,97                           | 2,00                           | 1,89                           | 2,02                           | 2,09                           | 1,56                           | 2,12                           | 2,58                           | 2,04            | ▼ −7,54%           |
| Haiti                 | 0,20                           | 0,20                           | 0,20                           | 0,20                           | 0,20                           | 0,20                           | 0,20                           | 0,20                           | 0,20                           | 0,20                           | 0,20                           | 0,20            | ▬ 0,00%            |
| Camerun               | 0,15                           | 0,15                           | 0,15                           | 0,15                           | 0,15                           | 0,15                           | 0,15                           | 0,15                           | 0,15                           | 0,15                           | 0,15                           | 0,15            | ▲ 5,98%            |
| Bosnia și Herțegovina | 0,10                           | 0,10                           | 0,10                           | 0,10                           | 0,10                           | 0,10                           | 0,10                           | 0,10                           | 0,10                           | 0,10                           | 0,10                           | 0,10            | ▲ 1,92%            |
| Qatar                 | 0,09                           | 0,09                           | 0,09                           | 0,09                           | 0,09                           | 0,09                           | 0,09                           | 0,09                           | 0,09                           | 0,09                           | 0,09                           | 0,09            | ▼ −5,61%           |
| Rusia                 | 0,02                           | 0,02                           | 0,04                           | 0,03                           | N/A                            | N/A                            | N/A                            | N/A                            | N/A                            | N/A                            | N/A                            |                 |                    |
| Belgia                | N/A                            | N/A                            | N/A                            | N/A                            | N/A                            | N/A                            | 327,76                         | 300,90                         | 350,74                         | 310,57                         | 269,52                         |                 |                    |
| Țările de Jos         | N/A                            | N/A                            | N/A                            | N/A                            | N/A                            | N/A                            | 54,80                          | 49,10                          | 51,70                          | 51,00                          | 57,00                          |                 |                    |
| Franța                | N/A                            | N/A                            | N/A                            | N/A                            | N/A                            | N/A                            | 50,34                          | 49,28                          | 41,94                          | 74,56                          | 88,32                          |                 |                    |
| Polonia               | N/A                            | N/A                            | N/A                            | N/A                            | N/A                            | N/A                            | 29,13                          | 24,12                          | 28,62                          | 32,17                          | 25,91                          |                 |                    |
| Croația               | N/A                            | N/A                            | N/A                            | N/A                            | N/A                            | N/A                            | 4,63                           | 4,57                           | 4,59                           | 4,60                           | 4,60                           |                 |                    |
| Spania                | N/A                            | N/A                            | N/A                            | N/A                            | N/A                            | N/A                            | 2,40                           | 5,48                           | 0,39                           | 0,37                           | 0,27                           |                 |                    |
| Slovacia              | N/A                            | N/A                            | N/A                            | N/A                            | N/A                            | N/A                            | 0,02                           | 0,02                           | 0,02                           | 0,03                           | 0,05                           |                 |                    |
| Cehia                 | N/A                            | N/A                            | N/A                            | N/A                            | N/A                            | N/A                            | N/A                            | N/A                            | N/A                            | N/A                            | N/A                            |                 |                    |
| Portugalia            | N/A                            | N/A                            | N/A                            | N/A                            | N/A                            | N/A                            | N/A                            | N/A                            | N/A                            | N/A                            | N/A                            |                 |                    |
| România               | N/A                            | N/A                            | N/A                            | N/A                            | N/A                            | N/A                            | N/A                            | N/A                            | N/A                            | N/A                            | N/A                            |                 |                    |

## Lista țărilor producătoare de cicoare în funcție de productivitate
| Țară                  | Productivitate (t/ha) | Productivitate (t/ha) | Productivitate (t/ha) | Productivitate (t/ha) | Productivitate (t/ha) | Productivitate (t/ha) | Productivitate (t/ha) | Productivitate (t/ha) | Productivitate (t/ha) | Productivitate (t/ha) | Productivitate (t/ha) | Medie 2014-2023 | Creștere 2014-2023 |
| Țară                  | 2023                  | 2022                  | 2021                  | 2020                  | 2019                  | 2018                  | 2017                  | 2016                  | 2015                  | 2014                  | 2013                  | Medie 2014-2023 | Creștere 2014-2023 |
|                       |                       |                       |                       |                       |                       |                       |                       |                       |                       |                       |                       |                 |                    |
| --------------------- | --------------------- | --------------------- | --------------------- | --------------------- | --------------------- | --------------------- | --------------------- | --------------------- | --------------------- | --------------------- | --------------------- | --------------- | ------------------ |
| Serbia                | 36,80                 | 36,78                 | 36,87                 | 36,71                 | 36,72                 | 37,17                 | 36,00                 | 36,92                 | 35,90                 | 35,00                 | 35,00                 | 35,90           | ▲ 5,15%            |
| Kazahstan             | 29,92                 | 29,93                 | 29,93                 | 29,71                 | 29,50                 | 29,44                 | 29,49                 | 29,45                 | 29,58                 | 30,00                 | 30,00                 | 29,96           | ▼ −0,28%           |
| Ucraina               | 24,90                 | 24,70                 | 25,01                 | 24,98                 | 24,14                 | 25,97                 | 24,87                 | 24,53                 | 29,40                 | 20,85                 | 14,18                 | 22,87           | ▲ 19,40%           |
| Bosnia și Herțegovina | 24,55                 | 24,59                 | 24,62                 | 24,54                 | 24,42                 | 24,39                 | 24,41                 | 24,67                 | 24,77                 | 25,00                 | 25,00                 | 24,78           | ▼ −1,80%           |
| Haiti                 | 22,22                 | 22,22                 | 22,22                 | 22,22                 | 22,22                 | 22,22                 | 22,22                 | 22,22                 | 22,22                 | 22,22                 | 22,22                 | 22,22           | ▲ 0,00%            |
| Camerun               | 20,01                 | 19,93                 | 19,86                 | 19,84                 | 20,13                 | 20,12                 | 20,08                 | 20,00                 | 19,86                 | 19,92                 | 19,95                 | 19,96           | ▲ 0,47%            |
| Puerto Rico           | 19,64                 | 19,64                 | 19,64                 | 19,64                 | 19,64                 | 19,64                 | 19,63                 | 19,64                 | 19,65                 | 19,63                 | 19,63                 | 19,64           | ▲ 0,01%            |
| GLOBAL                | 13,01                 | 9,99                  | 9,95                  | 10,21                 | 9,40                  | 9,41                  | 34,08                 | 33,25                 | 33,37                 | 35,13                 | 28,35                 | 24,07           | ▼ −62,95%          |
| Filipine              | 9,05                  | 9,06                  | 9,06                  | 9,05                  | 9,08                  | 9,04                  | 9,02                  | 9,00                  | 8,93                  | 8,84                  | 8,74                  | 8,95            | ▲ 2,44%            |
| Qatar                 | 8,14                  | 8,25                  | 8,35                  | 8,48                  | 8,54                  | 8,66                  | 8,77                  | 8,89                  | 9,03                  | 9,05                  | 9,20                  | 8,60            | ▼ −10,06%          |
| Rusia                 | 7,66                  | 8,33                  | 2,24                  | 12,65                 | N/A                   | N/A                   | N/A                   | N/A                   | N/A                   | N/A                   | N/A                   |                 |                    |
| Africa de Sud         | 5,87                  | 5,80                  | 5,72                  | 5,66                  | 5,47                  | 5,43                  | 5,45                  | 5,51                  | 5,56                  | 5,67                  | 4,18                  | 5,77            | ▲ 3,61%            |
| Belgia                | N/A                   | N/A                   | N/A                   | N/A                   | N/A                   | N/A                   | 50,15                 | 50,09                 | 46,94                 | 47,99                 | 43,65                 |                 |                    |
| Franța                | N/A                   | N/A                   | N/A                   | N/A                   | N/A                   | N/A                   | 45,39                 | 48,55                 | 47,39                 | 46,72                 | 42,90                 |                 |                    |
| Spania                | N/A                   | N/A                   | N/A                   | N/A                   | N/A                   | N/A                   | 34,71                 | 40,90                 | 31,66                 | 30,25                 | 27,00                 |                 |                    |
| Croația               | N/A                   | N/A                   | N/A                   | N/A                   | N/A                   | N/A                   | 30,01                 | 29,57                 | 28,95                 | 28,41                 | 28,75                 |                 |                    |
| Polonia               | N/A                   | N/A                   | N/A                   | N/A                   | N/A                   | N/A                   | 25,85                 | 23,88                 | 21,67                 | 33,38                 | 27,83                 |                 |                    |
| Țările de Jos         | N/A                   | N/A                   | N/A                   | N/A                   | N/A                   | N/A                   | 17,01                 | 16,98                 | 17,51                 | 17,21                 | 17,04                 |                 |                    |
| Slovacia              | N/A                   | N/A                   | N/A                   | N/A                   | N/A                   | N/A                   | 5,02                  | 4,88                  | 4,78                  | 4,72                  | 5,25                  |                 |                    |
| România               | N/A                   | N/A                   | N/A                   | N/A                   | N/A                   | N/A                   | N/A                   | N/A                   | N/A                   | N/A                   | N/A                   |                 |                    |

## Lista țărilor în funcție de suprafața cultivată cuCichorium intybus
| Țară                  | Suprafață recoltată (mii de hectare) | Suprafață recoltată (mii de hectare) | Suprafață recoltată (mii de hectare) | Suprafață recoltată (mii de hectare) | Suprafață recoltată (mii de hectare) | Suprafață recoltată (mii de hectare) | Suprafață recoltată (mii de hectare) | Suprafață recoltată (mii de hectare) | Suprafață recoltată (mii de hectare) | Suprafață recoltată (mii de hectare) | Suprafață recoltată (mii de hectare) | Medie 2014-2023 | Creștere 2014-2023 |
| Țară                  | 2023                                 | 2022                                 | 2021                                 | 2020                                 | 2019                                 | 2018                                 | 2017                                 | 2016                                 | 2015                                 | 2014                                 | 2013                                 | Medie 2014-2023 | Creștere 2014-2023 |
|                       |                                      |                                      |                                      |                                      |                                      |                                      |                                      |                                      |                                      |                                      |                                      |                 |                    |
| --------------------- | ------------------------------------ | ------------------------------------ | ------------------------------------ | ------------------------------------ | ------------------------------------ | ------------------------------------ | ------------------------------------ | ------------------------------------ | ------------------------------------ | ------------------------------------ | ------------------------------------ | --------------- | ------------------ |
| GLOBAL                | 1,90                                 | 3,26                                 | 3,24                                 | 3,02                                 | 3,57                                 | 3,54                                 | 14,54                                | 13,93                                | 15,11                                | 14,13                                | 16,75                                | 8,01            | ▼ −86,56%          |
| Africa de Sud         | 0,77                                 | 2,13                                 | 2,10                                 | 1,89                                 | 2,42                                 | 2,42                                 | 1,21                                 | 1,54                                 | 1,26                                 | 0,88                                 | 3,00                                 | 0,82            | ▼ −12,73%          |
| Filipine              | 0,55                                 | 0,56                                 | 0,56                                 | 0,55                                 | 0,56                                 | 0,55                                 | 0,55                                 | 0,54                                 | 0,53                                 | 0,54                                 | 0,53                                 | 0,55            | ▲ 3,36%            |
| Ucraina               | 0,25                                 | 0,25                                 | 0,25                                 | 0,25                                 | 0,26                                 | 0,24                                 | 0,23                                 | 0,30                                 | 0,20                                 | 0,20                                 | 0,17                                 | 0,22            | ▲ 24,50%           |
| Puerto Rico           | 0,10                                 | 0,10                                 | 0,10                                 | 0,10                                 | 0,10                                 | 0,10                                 | 0,10                                 | 0,11                                 | 0,08                                 | 0,11                                 | 0,13                                 | 0,10            | ▼ −7,41%           |
| Kazahstan             | 0,10                                 | 0,10                                 | 0,10                                 | 0,10                                 | 0,10                                 | 0,10                                 | 0,10                                 | 0,10                                 | 0,10                                 | 0,10                                 | 0,10                                 | 0,10            | ▼ −2,00%           |
| Serbia                | 0,10                                 | 0,10                                 | 0,10                                 | 0,10                                 | 0,10                                 | 0,10                                 | 0,10                                 | 0,10                                 | 0,10                                 | 0,10                                 | 0,10                                 | 0,10            | ▼ −4,00%           |
| Qatar                 | 0,01                                 | 0,01                                 | 0,01                                 | 0,01                                 | 0,01                                 | 0,01                                 | 0,01                                 | 0,01                                 | 0,01                                 | 0,01                                 | 0,01                                 | 0,01            | ▲ 10,00%           |
| Haiti                 | 0,01                                 | 0,01                                 | 0,01                                 | 0,01                                 | 0,01                                 | 0,01                                 | 0,01                                 | 0,01                                 | 0,01                                 | 0,01                                 | 0,01                                 | 0,01            | ▬ 0,00%            |
| Camerun               | 0,01                                 | 0,01                                 | 0,01                                 | 0,01                                 | 0,01                                 | 0,01                                 | 0,01                                 | 0,01                                 | 0,01                                 | 0,01                                 | 0,01                                 | 0,01            | ▲ 14,29%           |
| Bosnia și Herțegovina | 0,00                                 | 0,00                                 | 0,00                                 | 0,00                                 | 0,00                                 | 0,00                                 | 0,00                                 | 0,00                                 | 0,00                                 | 0,00                                 | 0,00                                 | 0,00            | ▬ 0,00%            |
| Rusia                 | 0,00                                 | 0,00                                 | 0,02                                 | 0,00                                 | N/A                                  | N/A                                  | N/A                                  | N/A                                  | N/A                                  | N/A                                  | N/A                                  |                 |                    |
| Belgia                | N/A                                  | N/A                                  | N/A                                  | N/A                                  | N/A                                  | N/A                                  | 6,54                                 | 6,01                                 | 7,47                                 | 6,47                                 | 6,18                                 |                 |                    |
| Țările de Jos         | N/A                                  | N/A                                  | N/A                                  | N/A                                  | N/A                                  | N/A                                  | 3,22                                 | 2,89                                 | 2,95                                 | 2,96                                 | 3,35                                 |                 |                    |
| Polonia               | N/A                                  | N/A                                  | N/A                                  | N/A                                  | N/A                                  | N/A                                  | 1,13                                 | 1,01                                 | 1,32                                 | 0,96                                 | 0,93                                 |                 |                    |
| Franța                | N/A                                  | N/A                                  | N/A                                  | N/A                                  | N/A                                  | N/A                                  | 1,11                                 | 1,02                                 | 0,89                                 | 1,60                                 | 2,06                                 |                 |                    |
| Croația               | N/A                                  | N/A                                  | N/A                                  | N/A                                  | N/A                                  | N/A                                  | 0,15                                 | 0,15                                 | 0,16                                 | 0,16                                 | 0,16                                 |                 |                    |
| Spania                | N/A                                  | N/A                                  | N/A                                  | N/A                                  | N/A                                  | N/A                                  | 0,07                                 | 0,13                                 | 0,01                                 | 0,01                                 | 0,01                                 |                 |                    |
| Slovacia              | N/A                                  | N/A                                  | N/A                                  | N/A                                  | N/A                                  | N/A                                  | 0,01                                 | 0,01                                 | 0,01                                 | 0,01                                 | 0,01                                 |                 |                    |
| Cehia                 | N/A                                  | N/A                                  | N/A                                  | N/A                                  | N/A                                  | N/A                                  | N/A                                  | N/A                                  | N/A                                  | N/A                                  | N/A                                  |                 |                    |
| Portugalia            | N/A                                  | N/A                                  | N/A                                  | N/A                                  | N/A                                  | N/A                                  | N/A                                  | N/A                                  | N/A                                  | N/A                                  | N/A                                  |                 |                    |
| România               | N/A                                  | N/A                                  | N/A                                  | N/A                                  | N/A                                  | N/A                                  | N/A                                  | N/A                                  | N/A                                  | N/A                                  | N/A                                  |                 |                    |